# PGC 1544
LEDA/PGC 1544 ist eine Spiralgalaxie vom Hubble-Typ S im Sternbild Andromeda am Nordsternhimmel. Sie ist schätzungsweise 220 Millionen Lichtjahre von der Milchstraße entfernt. 
Gemeinsam mit sechs weiteren Galaxien bildet sie dei NGC 108-Gruppe (LGG 5).

## NGC 108-Gruppe (LGG 5)
| Galaxie  | Alternativname | Entfernung/Mio. Lj |
| -------- | -------------- | ------------------ |
| NGC 97   | PGC 1442       | 220                |
| NGC 108  | PGC 1619       | 219                |
| PGC 1544 | CGCG 500-015   | 220                |
| PGC 1552 | UGC 234        | 216                |
| PGC 1578 | MCG 05-02-011  | 224                |
| PGC 1913 | UGC 310        | 215                |

Die Supernova SN 1968O wurde hier beobachtet.